# الدوري التشيلي لكرة القدم 1971
الدوري التشيلي لكرة القدم 1971 (بالإسبانية: Primera División de Chile 1971)‏ هو الموسم 39 من الدوري التشيلي لكرة القدم. كان عدد الأندية المشاركة فيه 18، وفاز فيه اتحاد سان فيليبي ‏.